# 尼克·馬卡克斯
尼克·馬卡克斯（Nicholas William Markakis，1983年11月17日—），為前美國職棒大聯盟的外野手，生涯曾效力過金鶯與勇士兩隊。

## 生平
- 馬卡克斯在短期大學的棒球隊擔任投手和外野手，在這兩年擔任投手其間，在15場比賽中拿下12勝0敗、1次救援成功和1.68的防禦率，並投出160次的三振，而擔任打者期間，有0.439的打擊率、21發全壘打和92分的打點，而連續兩年都獲得最優秀選手[1]。
- 2003年，大選盟選秀第1輪第7順位選中的選手，並指明當外野手。
- 2004年，代表希臘隊參加雅典奧運。（更在比賽後半段上場投了1.1局，失掉一分）
- 2010年，單季43支二壘安打，成為史上第三位連四季擊出至少43支二壘安打的球員。

## 職棒生涯

### 小聯盟
- 2005年在小聯盟1A、2A加起來的成績為0.311打擊率、15發全壘打，在2006年升上3A，馬卡克斯在小聯盟的成績受到球隊高層給予很高的評價[2]。

### 大聯盟
- 2006年升上大聯盟，固定做右外野手，總共出賽147場比賽，前半段打擊率為0.268、2發全壘打和21分打點，表現不算理想，但在球隊後半段有0.311的打擊率、14發全壘打和41分打點的好成績，而獲得8月份表現最佳新人獎，在球季結束以後，在2006年美國職棒大聯盟年度最佳新人獎投票中獲得第6名[3]。
- 2007年球季的三項成績：23發全壘打、112分打點和0.300打擊率，為球隊的三冠王。
- 2008年有全大聯盟最多次的外野助殺（共17次）[4]。
- 2009年球季開始前，球隊和馬卡克斯簽下6年6610萬美金的合約[5]。
- 2014年12月，與亞特蘭大勇士隊簽下4年4400萬美金的合約，從2015年開始效力勇士。
- 2021年3月，外野老將Nick Markakis宣布退休，結束他總計15年的大聯盟生涯。

## 外部連結
- 球員資訊和成績在MLB ，ESPN ，Retrosheet ，Baseball Reference ，Baseball Reference (Minors) ，Fangraphs ，The Baseball Cube （英文）
- Bowie Baysox profile （页面存档备份，存于）
- 台灣棒球維基館 - 尼克·馬卡克斯 （页面存档备份，存于）